# Baignes
Baignes település Franciaországban, Haute-Saône megyében. Lakosainak száma 99 fő (2022. január 1.). Baignes Clans, Mailley-et-Chazelot, Raze, Rosey, Velleguindry-et-Levrecey és Velle-le-Châtel községekkel határos.

## Népesség
A település népességének változása:
| Lakosok száma | 80   | 95   | 99   | 104  | 106  | 107  | 109  | 100  | 99   |
|               | 2013 | 2015 | 2016 | 2017 | 2018 | 2019 | 2020 | 2021 | 2022 |